# Видјут Џамвал
Видјут Џамвал (енгл. Vidyut Jammwal, Џаму, 10. децембар 1980) је индијски филмски глумац.

## Филмографија
| Улоге Видјут Џамвал |                     |               |                             |          |
| Година              | Српски назив        | Изворни назив | Улога                       | Напомена |
| 2011.               | Шакти               |               |                             |          |
| 2011.               | Посебна тима „Форс” |               | Вишну                       | [ 1 ]    |
| 2013.               | Командо             |               | Капетан Каранвир Синг Догра |          |
| 2013.               | Раџа-Метак          |               | Арун Синг „Муна”            |          |
| 2017.               | Командо 2           |               | Капетан Каранвир Синг Догра |          |

## Награде

### Филмферова награда
- Награђен
  - 2012. — Филмфареова награда за најбољег мушког дебитанта у филму Посебна тима „Форс”